# أونريفيل (كيبك)
أونريفيل (بالإنجليزية: Henryville, Quebec)‏ هي بلدية محلية في كيبيك تقع في كندا في Le Haut-Richelieu Regional County Municipality.  يقدر عدد سكانها بـ 1,464 نسمة ومساحتها 69.60 كم2 .

## أعلام
- جوزيف ليكومت